# 郑阿平
郑阿平（英語：Chang Apana, 1871年12月26日—1933年12月8日）是一位夏威夷华人警探，也是华人探长陈查理原型人物。

## 生平
1871年出生于夏威夷王国怀皮奥 (夏威夷州)，1874年随父母回到清朝，1881年又回到夏威夷和叔叔居住。1898年加入檀香山警察局负责巡逻唐人街，最开始是警探，1916年起负责鸦片走私和非法赌博案件。因为能流利使用多种语言，诸如夏威夷语，夏威夷英语和广州话，使得他拥有众多的線人，成功破获多起案件后名声大振。1919年美国小说家艾尔·德尔·毕格斯在夏威夷度假期间创作新小说，偶然从通过当地报纸得知其故事，并将其改编为自己小说主人公陈查理。在34年警务生涯后因车祸受伤于1932年5月退休，短暂担任过当地一家公司看守后于1933年12月8日逝世，享年62岁，葬于华人公墓。